# Lesotho ai Giochi della XXVII Olimpiade
Il Lesotho partecipò ai Giochi della XXVII Olimpiade, svoltisi a Sydney, Australia, dal 15 settembre al 1º ottobre 2000, con una delegazione di 6 atleti impegnati in tre discipline.